# Yakiniku
Yakiniku (焼き肉／焼肉, litt. « viande grillée ») est une méthode japonaise de cuisson des viandes et des légumes au charbon de bois, au gaz ou sur une plaque chauffante. L'ingrédient principal est du bœuf mariné, bien qu'on puisse trouver d'autres viandes comme le poulet ou les abats. Le yakiniku se sert également accompagné de légumes comme des piments, des carottes, des champignons, des oignons, des kimchi, etc. Bien que non conventionnel, il peut arriver que l'on serve aussi du poisson.

## Histoire

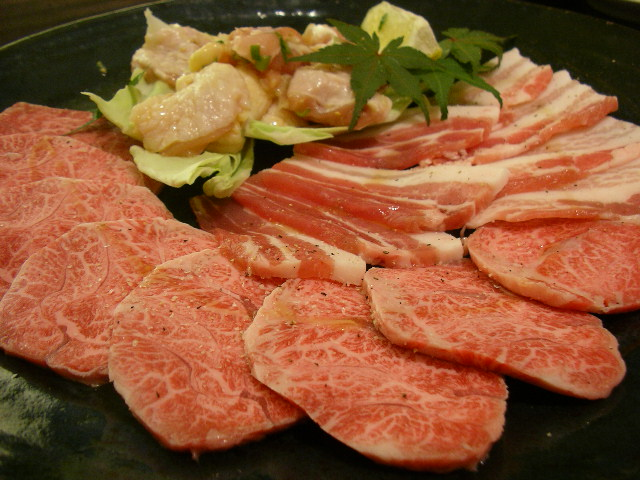
Viande pour yakiniku.

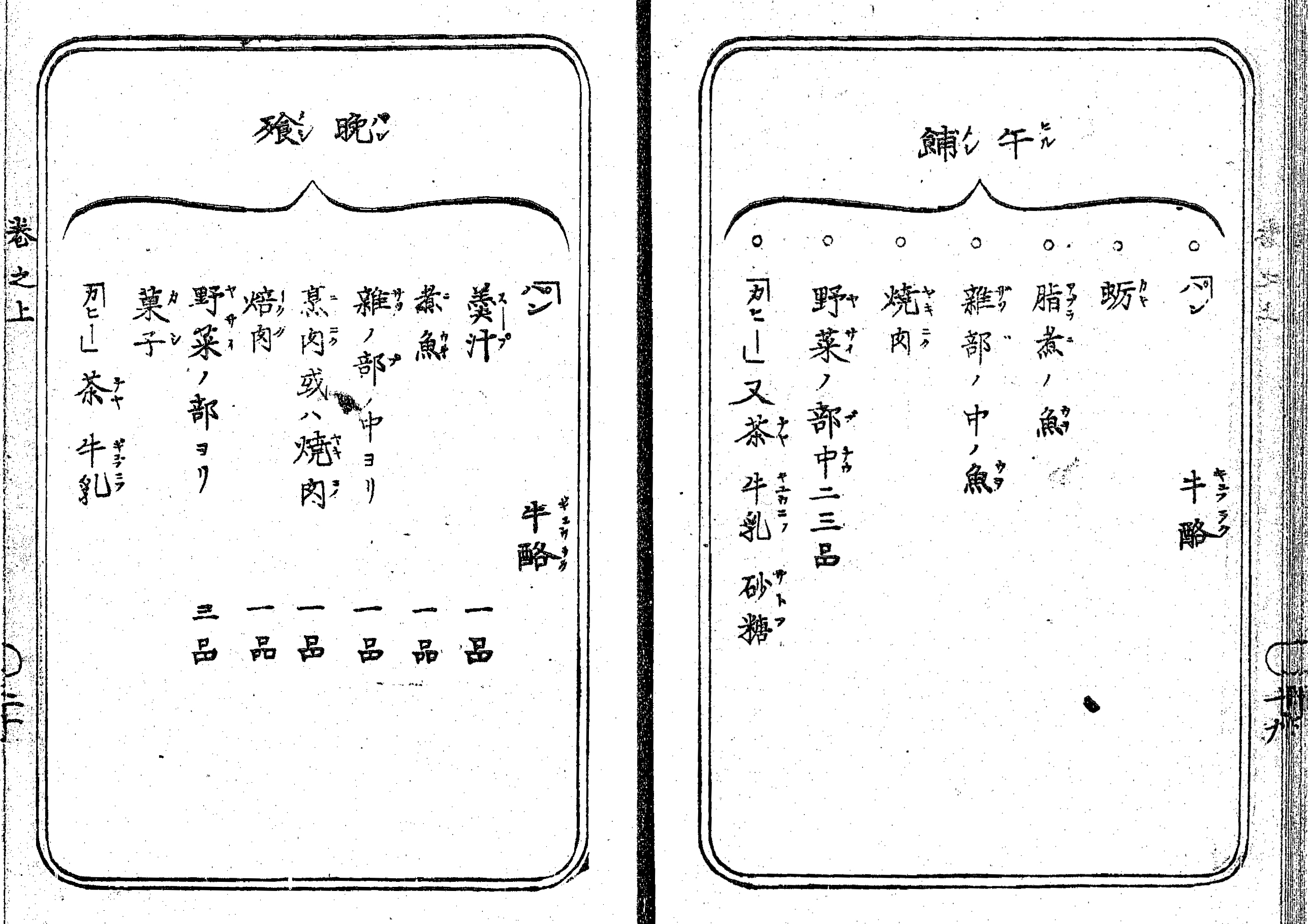
Menu occidental proposé dans le Seiyō Ryōri Shinan (1872) recommandant un plat de viande froide pour le petit déjeuner, du yakiniku au déjeuner et une viande mijotée ou un plat de yakiniku avec de la viande rôtie pour le dîner.

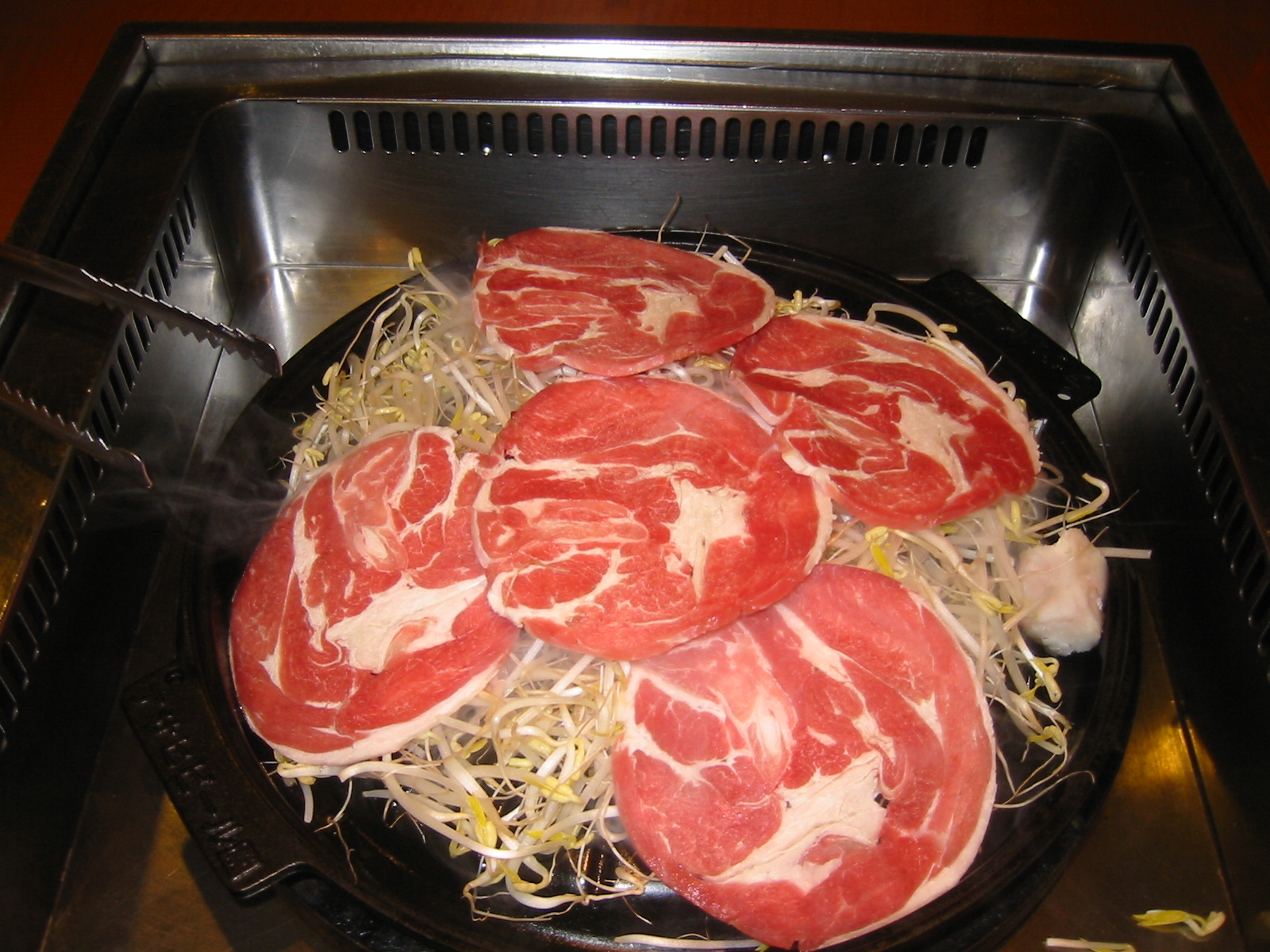
Jingisukan.

### Interdiction de la viande jusqu'à l'ère Meiji
La viande était consommée au Japon depuis l'ère Jōmon. Toutefois, la montée du bouddhisme a rendu tabou la consommation de viande et certains ont supposé que la viande a « disparu » des tables du Moyen Âge à l'ère Edo. Après avoir été officiellement interdite durant de nombreuses années, la consommation de bœuf a été légalisée en 1871 avec la restauration Meiji, afin d'initier le pays à la culture occidentale. À l'origine, le yakiniku désignait le barbecue de la cuisine occidentale, comme mentionné par Kanagaki Robun dans son ouvrage, Seiyō Ryōritsū (西洋料理通, litt. « Manuel de cuisine occidentale ») en 1872 durant l'ère Meiji. L'empereur Meiji fit partie de la campagne visant à promouvoir la consommation de bœuf, mangeant publiquement du bœuf le 24 janvier 1873,. Les termes « steak » et « viande rôtie » furent traduits par yakiniku (焼肉) et iriniku (焙肉) respectivement, bien que l'usage du premier terme fut finalement abandonné au profit du mot d'emprunt sutēki.

### Influence coréenne sur le plat
Le terme yakiniku a commencé à être associé avec la cuisine d'origine coréenne au début de l'ère Shōwa,,,,. En 2002, le programme de la NHK, NHK ningen kōza (NHK人間講座, litt. « NHK humanités ») a affirmé : « Alors que certains tendent à penser que le yakiniku vient de Corée, il est né dans le Japon d'après-guerre. »
Pourtant, alors que certains affirment que le yakiniku est apparu au Japon, ils croient aussi qu'il a été préparé en premier par les Zainichi coréens, terme désignant les Coréens résidant au Japon, et par conséquent, il devrait être considéré comme de la cuisine coréenne. Le yakiniku serait une variante du bulgogi et du galbi, modifié pour plaire au palais des Japonais. Le style actuel des restaurants de yakiniku découle aussi des restaurants coréens d'Osaka et de Tokyo qui ont ouvert autour de 1945. Le yakiniku japonais devint un plat répandu au Japon durant le XXe siècle, et plus particulièrement après la Seconde Guerre mondiale.
Les restaurants servant ce type de plat se nommaient « horumonyaki (ホルモン焼き, litt. « grillades d'abats ») » ou simplement « cuisine de Joseon (朝鮮料理, chōsen ryori) ». La division de la péninsule coréenne au cours de la guerre de Corée conduisit à des désaccords sur le nom à donner à la nourriture coréenne, les restaurants pro-sud changeant leur enseigne en « kankoku ryori (韓国料理) » (nommé d'après la République de Corée) au lieu de conserver le terme chōsen (Joseon), le nom de l'ancienne Corée non-divisée dont le nom a été récupéré par le côté nord. Le terme « restaurant yakiniku (焼肉屋, yakiniku-ya) » émergea alors comme terme politiquement correct pour désigner ces restaurants.

### Popularité récente
Des systèmes de barbecue ventilés, présentés par la Shinpo Co., Ltd. en mars 1980, se répandirent rapidement à travers tout le Japon car ils permettaient aux convives de manger du yakiniku dans une salle sans fumée, ce qui fit augmenter grandement la clientèle. 
La popularité du yakiniku a été dopée en 1991 quand les restrictions sur l'importation de bœuf furent assouplies ce qui conduisit à une baisse des prix du bœuf. Toutefois, l'industrie bovine subit un contrecoup sans précédent en 2001 avec l'apparition de l'encéphalopathie spongiforme bovine (la « maladie de la vache folle ») au Japon.
En Amérique du Nord, en Chine et à Taïwan, le yakiniku est aussi appelé « barbecue japonais ».

## Service
Les restaurants spécialisés dans le yakiniku sont appelés yakiniku-ya (焼肉屋). Dans un restaurant de yakiniku, les convives commandent différents types d'ingrédients découpés crus qui sont apportés à table. Ces ingrédients sont cuits plusieurs morceaux à la fois tout au long du repas, par les convives, sur un gril intégré à la table. Les aliments sont ensuite trempés dans des sauces appelées tare avant d'être consommés. La sauce la plus courante est préparée à partir de sauce de soja mélangé à du saké, du mirin, du sucre, de l'ail, du jus de fruit et du sésame. On utilise aussi souvent de la sauce soja, des sauces à base d'ail et d'échalote ou encore à base de miso. Différents types de banchan, les plats d'accompagnement coréens, tels que le kimchi, le namul, le bibimbap sont servis en même temps,.

## Ingrédients typiques
- Bœuf :
  - rōsu : des tranches d'épaule et de longe ;

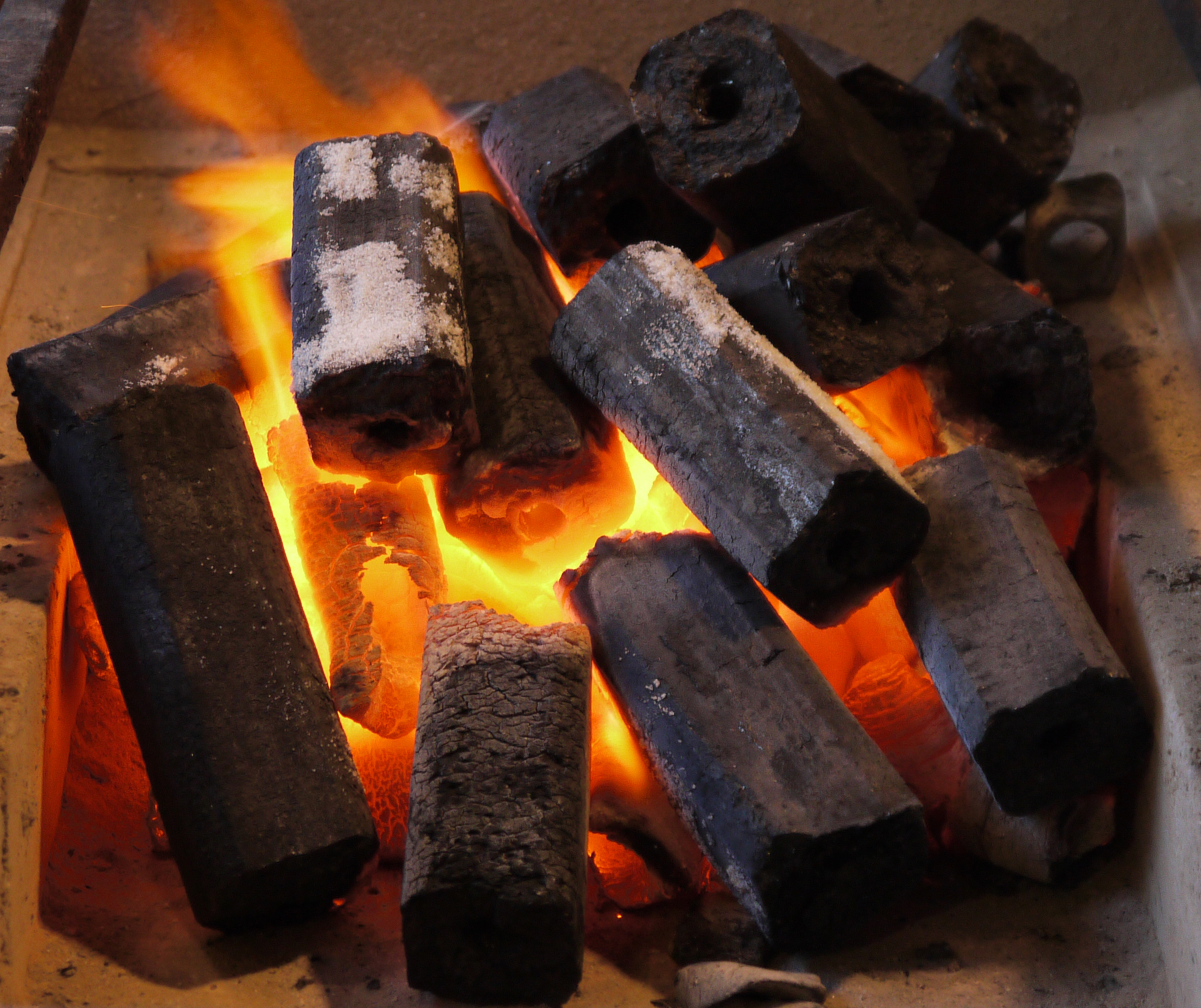
Ogatan, briquettes de charbon japonais fabriquées à partir de sciure de bois.

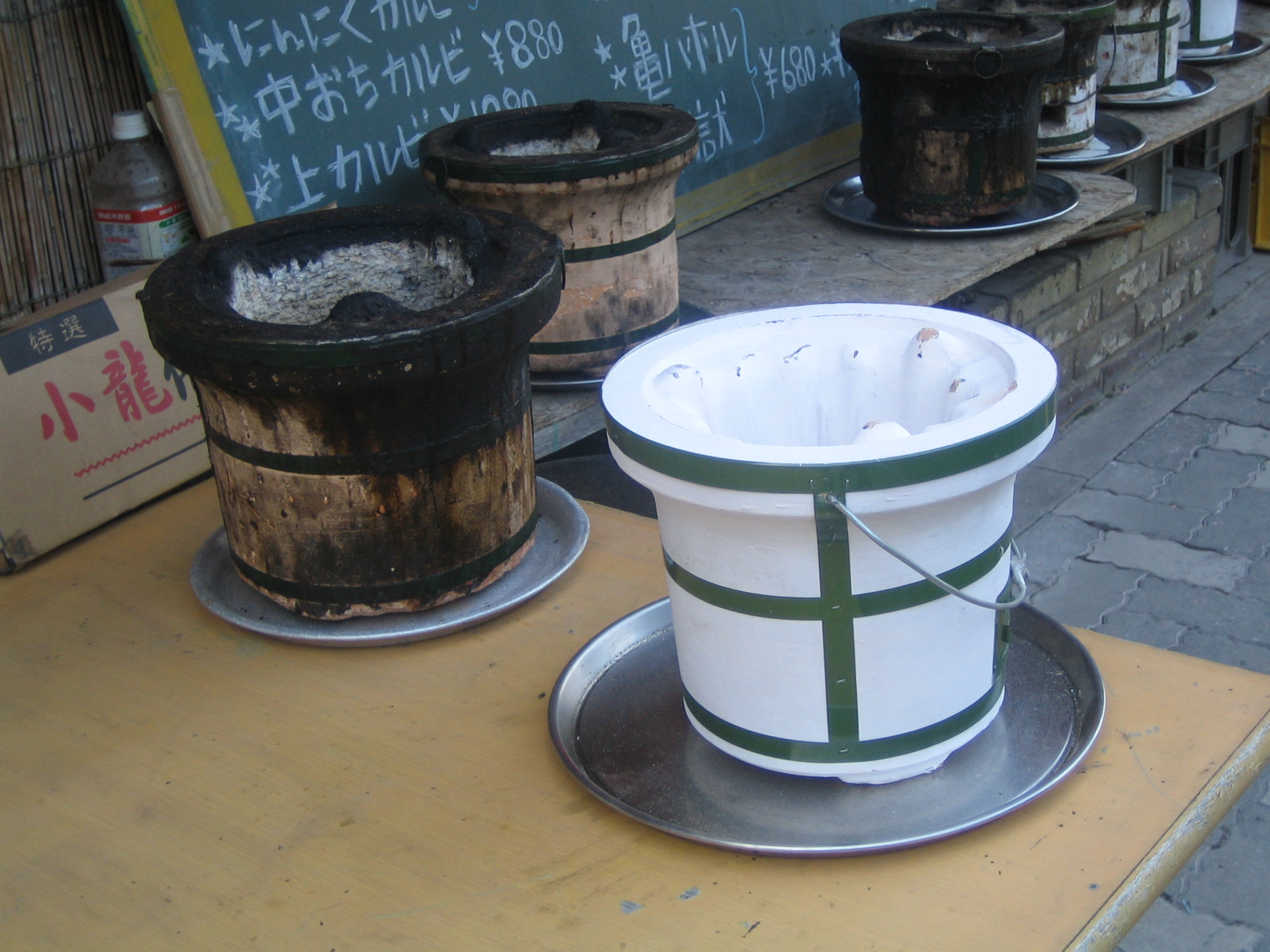
', barbecue japonais.

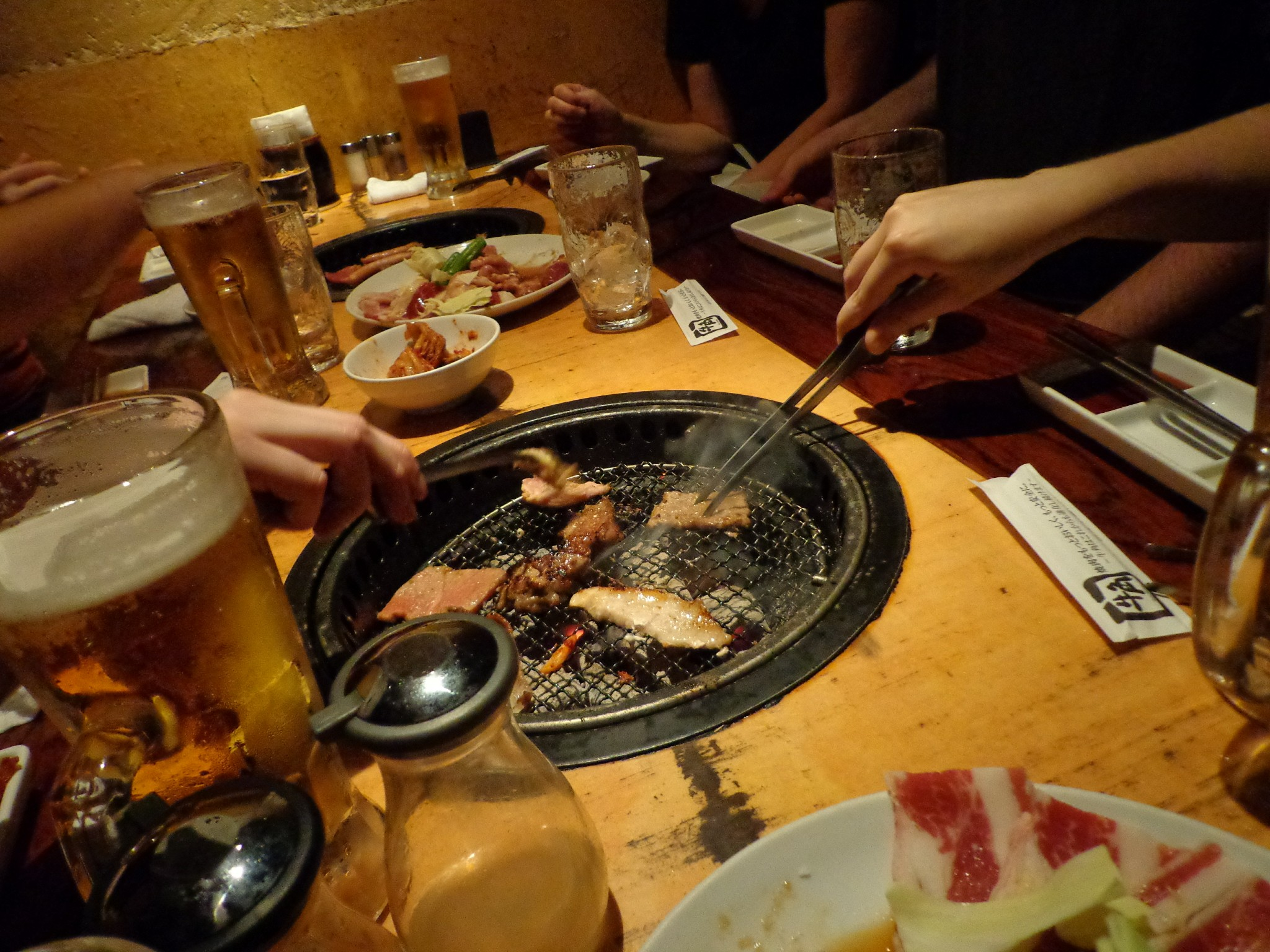

  - karubi ou baraniku : plat-de-côtes. Du coréen galbi. Au Japon, il est généralement servi désossé sauf s'il est précisé hone-tsuki-karubi ;
  - harami : de la hampe ;
  - tan : de la langue de bœuf. De l'anglais tongue. Souvent servi avec de la ciboule hachée, du sel et du jus de citron ;
  - misuji : de la viande tendre autour de l'épaule.
- Porc :
  - butabara : de la poitrine de porc ;
  - p-toro / tontoro : une viande grasse située autour de la joue et du cou. Du mot toro qui désigne une partie des filets de thon ;
  - horumon ou motsu : abats. Horumon signifie « parties jetées » et vient d'un dialecte du Kansai ;
  - rebā : foie. De l'allemand Leber ;
  - tetchan : tripes. Du coréen 大腸 (dae-chang). Parfois simplement appelé horumon ;
  - hatsu : cœur. De l'anglais heart ;
  - kobukuro : utérus de truie. Apprécié pour sa texture cartilagineuse ;
  - tēru : Des tranches de queue de bœuf coupées transversalement avec l'os. De l'anglais tail ;
  - mino / hachinosu : tripes de bœuf ;
  - hatsu : estomac de porc. De l'anglais gut.
- Poulet
- Fruits de mer : calamar, crustacés, crevettes.
- Légumes : poivrons, carottes, shiitakés et d'autres champignons, oignons, choux, aubergines, pousses de soja (moyashi), ail et courge kabocha.

## Jour duyakiniku
En 1993, l'association All Japan Yakiniku a choisi la date du 29 août comme « jour officiel du yakiniku (焼肉の日, yakiniku no hi) ». Ce choix s'appuie sur un jeu de mots, la date du 29 août (8月29) pouvant être prononcé « ya (tsu)ki niku » (8 = ya, 2 = ni, 9 = ku).